# Dystopia (album Caliban)
Elements – dwunasty album studyjny niemieckiej grupy muzycznej Caliban, wydany 22 kwietnia 2022 nakładem Century Media Records.
Materiał na album był nagrywany i miksowany w Nemesis Studios, a mastering wykonano w Hertzwerk Studio.
Płytę promowały teledyski do utworów: "Ascent Of The Blessed" (reż. Daniel Priess), "Dystopia" (reż. Mirko Witzki), "VirUS" (reż. Mirko Witzki), "Alien" (reż. Mirko Witzki), "Darkness I Became" (reż. Sebastian Pielnik), "The Shadow" (reż. Tom Brückner).

## Lista utworów
1. "Dystopia" – 4:24
2. "Ascent Of The Blessed" – 4:10
3. "Virus" – 3:55
4. "Phantom Pain" – 4:03
5. "Alien" – 3:34
6. "Swords" – 3:50
7. "Darkness I Became" – 4:00
8. "Dragon" – 3:25
9. "Hibernate" – 4:18
10. "Mother" – 4:07
11. "The World Breaks Everyone" – 4:02
12. "Divided" – 4:08

## Twórcy
Skład zespołu
- Andreas Dörner – śpiew, teksty
- Marc Görtz – gitara elektryczna, produkcja muzyczna, miksowanie
- Denis Schmidt – gitara elektryczna
- Marco Schaller – gitara basowa
- Patrick Grün – perkusja

Udział innych
- Christoph Wieczorek (Annisokay) – śpiew w utworze "Dystopia"
- Marcus Bischoff (Heaven Shall Burn) – śpiew w utworze "VirUS"
- Jonny Davy (Job for a Cowboy) – śpiew w utworze "Dragon"
- Callan Orr – produkcja
- Benjamin Richter – nagrywanie i produkcja utworu "Swords"
- Olman Wiebe – mastering